# بتسی هریس
بتسی هریس (انگلیسی: Betsy Harris؛ زادهٔ ۲ آوریل ۱۹۷۲) بازیکن بسکتبال اهل ایالات متحده آمریکا است.